# Klaus Meßerschmidt
Klaus Meßerschmidt (* 30. Januar 1953 in Wiesbaden; † 13. Mai 2024) war ein deutscher Rechtsanwalt und Hochschullehrer.

## Leben
Klaus Meßerschmidt studierte von 1972 bis 1978 Rechtswissenschaft in Frankfurt am Main, wo er 1978 die erste juristische Staatsprüfung ablegte. Von 1978 bis 1982 absolvierte er den juristischen Vorbereitungsdienst und war als wissenschaftliche Hilfskraft an der Universität Frankfurt am Main beschäftigt. 1982 legte er die zweite juristische Staatsprüfung ab. Von 1982 bis 1987 war er wissenschaftlicher Mitarbeiter an der Professur für Öffentliches Recht, Wirtschafts-, Finanz- und Umweltrecht der Universität Trier. Nach der Promotion 1986 zum Dr. iur. durch den Fachbereich Rechtswissenschaft in Trier aufgrund der von Michael Kloepfer betreuten Dissertation „Rechtsfragen der Erhebung von Umweltabgaben“ mit Gesamtnote summa cum laude und der Habilitation 1998 mit der Arbeit „Gesetzgeberisches Ermessen“ an der Juristischen Fakultät der Humboldt-Universität zu Berlin wurde ihm Lehrbefugnis für das Fach „Staats- und Verwaltungsrecht sowie Finanzrecht“ verlieben.
Von 1998 bis 2000 vertrat Meßerschmidt Professuren für Öffentliches Recht an der Juristischen Fakultät der TU Dresden und an der Juristischen Fakultät der Humboldt-Universität zu Berlin. Von 2001 bis 2003 war er Dozent an der EuroFaculty der Universität Lettlands in Riga. Von 1999 bis 2008 war er Privatdozent an der HU Berlin. Seit 2007 war er als Rechtsanwalt in Zweibrücken tätig und seit 2008 außerplanmäßiger Professor an der HU Berlin. 2009 wurde er zur Lehrkraft für besondere Aufgaben am Lehrstuhl für Steuerrecht und Öffentliches Recht der FAU Erlangen-Nürnberg ernannt.

## Schriften (Auswahl)
- Umweltabgaben als Rechtsproblem. Berlin 1986, ISBN 3-428-06101-2.
- Innere Harmonisierung des Umweltrechts. Forschungsbericht 10106117. Berlin 1986, ISBN 3-503-02603-7.
- Gesetzgebungsermessen. Berlin 2000, ISBN 3-8305-0004-1.
- Europäisches Umweltrecht. Ein Studienbuch. München 2011, ISBN 978-3-406-59878-4.